# سادونتس
سادونتس (به ارمنی: Սադունց) یک روستا در ارمنستان است که در استان آراگاتسوتن واقع شده‌است. سادونتس در ۵۱ کیلومتری شمال غرب آشتاراک، مرکز استان آراگاتسوتن واقع شده است.

## خصوصیات
سادونتس ۲۹۳ نفر جمعیت دارد و در ارتفاع ۱۲۵۰ متر بالاتر از سطح دریا قرار گرفته است.
| سال   | ۱۸۹۷ | ۱۹۲۶ | ۱۹۳۹ | ۱۹۵۹ | ۱۹۷۰ | ۱۹۷۹ | ۲۰۰۱ | ۲۰۰۴ |
| جمعیت | ۱۹۲  | ۳۸۰  | ۵۸۴  | ۲۹۹  | ۳۳۲  | ۲۶۳  | ۲۹۳  | ۲۸۶  |